# Дагестанская музыка

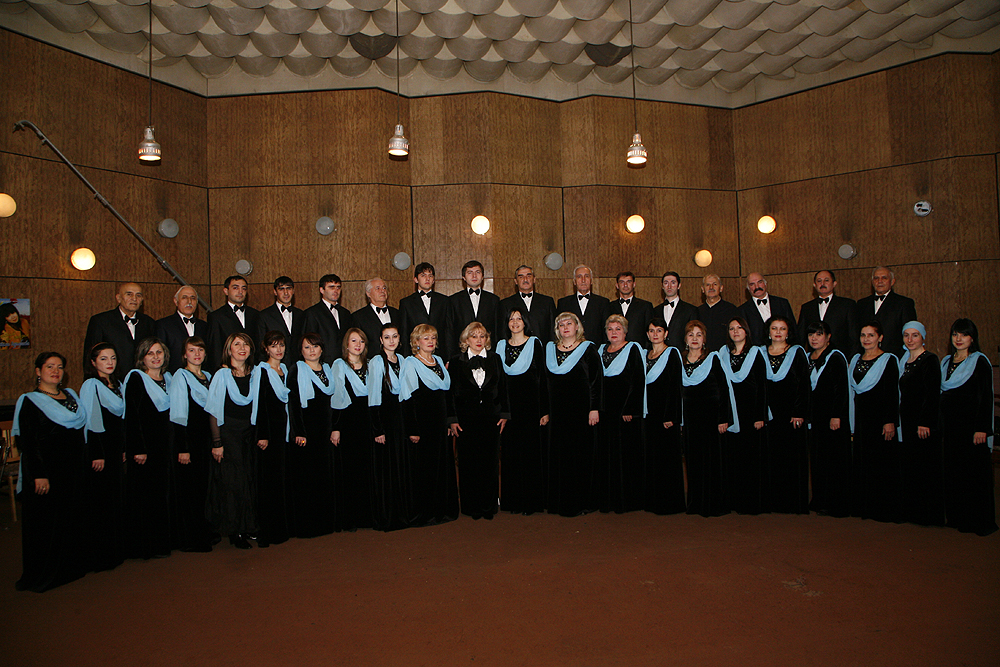
Государственный хор Республики Дагестан

Дагестанская музыка — достижения музыкальной культуры Дагестана — результат многовекового исторического процесса формирования и развития своеобразных, глубоко реалистических традиций. Понятие объединяет в себе дагестанскую национальную музыку и музыку народов Дагестана, и является частью Музыки России.

## Народная музыка
Музыкальная культура народов Дагестана характеризуется богатством и разнообразием тем, жанров и направлений народной музыки: имеется разнообразие инструментов, разнообразный ансамблевый состав, характерные танцевальные формы. В то же время, несмотря на свою самобытность, музыкальное искусство народов Дагестана в целом обладает значительным единством, обусловленным историческими событиями, сходными условиями жизни.
Большую роль в музыкальном просвещении сыграла первая дагестанская радиостанция, основанная в 1927 году.
К 1920-м годам относятся первые музыкально-этнографические экспедиции и публикации первых сборников народных песен, танцевальных мотивов, образцов дагестанских мелодий для фортепиано.
В начале XX века музыкальная культура дагестанцев была представлена в основном народным песнопениями. В старинном фольклоре песни сходные бытовые (колыбельные, детские, лирические, посиделочные, застольные, шуточные, плясовые, хороводные, игровые), обрядовые (в том числе свадебные, похоронные, поминальные), трудовые, любовно-лирические, песни социального содержания (сиротские, бедняцкие, рекрутские, переселенческие, женские), исторические.
В музыкальном творчестве народов Дагестана особое место занимают героические эпосы, часть из которых имеет легендарное и историческое содержание.
Преобладающая форма вокального исполнительства – сольное пение с инструментальным сопровождением.
Наиболее типичный вид ансамбля – трио с участием какого-либо ударного инструмента.
Танцевальная музыка отличается мелодичностью.

## Академическая музыка
Профессиональная сфера композиторского творчества Дагестана сформировалась в 1930-е годы и прошла все типичные стадии, свойственные зарождению и развитию профессионального музыкального искусства в национальных республиках страны.
Важное значение в развитии музыкальной культуры Дагестана имела деятельность Татама Мурадова, П. Ф. Проскурина, Xизгила Ханукаева, А. Г. Абрамянца, первой дагестанской женщины-композитора Дженнет Далгат. Значительным событием в дагестанском музыкальном искусстве предвоенных лет стала опера основоположника профессионального композиторского творчества в Дагестане Г. А. Гасанова «Хочбар» (1937).
В 1920 году, после установления Советской власти в республике, ревкомы городов Темир-Хан-Шуры (ныне г. Буйнакск), Петровск-Порта (ныне г. Махачкала) и Дербента впервые предприняли попытки организации начального музыкального образования. В 1926 году основано музыкальное училище в г. Буйнакске (впоследствии переведено в Махачкалу).
В Дагестане работают: симфонический оркестр (осн. 1932), оркестр дагестанских народных инструментов (осн. 1937), Ансамбль песни и танца народов Дагестана (осн. 1935), филармония (1944), музыкальное училище (1926, Махачкала) и 40 музыкальных школ.
Дагестанское отделение Союза композиторов РСФСР основано в 1954 году.

## Инструменты
Зурна – представляет собой деревянную трубку с несколькими отверстиями и раструбом. Пронзительный и резкий звук зурны будто бы предназначен для игры на открытом воздухе. Поэтому зурнач (так называют музыканта, играющего на данном инструменте) – непременный участник народных празднеств, шествий, свадеб, конных состязаний. 
Пандур – аварский струнный щипковый инструмент. У него две струны на узком длинном совкообразном долблёном корпусе, заканчивающимся внизу двузубцем или трезубцем, и шейка с 5–6 ладами. Звучит пандур тихо, напоминает грузинский чонгури. Наибольшее распространение пандур получил в горных районах.
Чаган – имеет продолговатый корпус, который изготавливается из ореха, сандала и бука. Во время игры инструмент держат в вертикальном положении, и штырь упирается в пол. Звук извлекается с помощью смычка, который держат в правой руке.
Тар – исконно не дагестанский и заимствованный у персов струнный щипковый музыкальный инструмент, распространённый в Азербайджане, Дагестане, Иране, странах Ближнего Востока, Турции. Слово «тар» в переводе с персидского языка означает «струна», «нить».
Щютюххи – продольная свистковая флейта. Звукоряд – диатонический. Звук у этой горной свирели нежный и мягкий.
Баламан – тростниковый инструмент. Это соединённые параллельно две дудочки с натуральным звукорядом. Образ чабана, играющего на баламане, давно вошёл в горскую поэзию, и очень любим в народе.
Чагана – смычковый инструмент, внешне напоминающий плоскую сковороду с верхом, обтянутым кожей животного или рыбьим пузырём.
Чугур – струнный щипковый инструмент.
Дачу – двусторонний барабан. Его устройство практически ничем не отличается от подобных инструментов, используемых в инструментарии соседних республик (Азербайджан, Армения. Грузия и многие др.).
Ччергилу – бубен с круглой деревянной обечайкой, на одной стороне которой натянута кожаная мембрана. Хорошо натянутая и нагретая кожа даёт чистый, звонкий и сильный звук.

## Известные музыканты и исполнители
- Муи Гасанова — дагестанская советская и российская актриса, певица. Заслуженная артистка РСФСР (1967), Народная артистка Дагестанской АССР (1960);
- Патимат Нуцалова — певица, народная артистка ДАССР;
- Готфрид Гасанов — советский композитор, Заслуженный деятель искусств РСФСР (1960). Лауреат двух Сталинских премий (1949, 1951). Основоположник дагестанской профессиональной музыкальной культуры.
- Мурад Кажлаев — советский и российский композитор, дирижёр, педагог, общественный деятель. Народный артист СССР (1981), Народный артист РСФСР (1978), Заслуженный деятель искусств РСФСР (1960), Народный артист Республики Дагестан (2016).
- Далгат Д. М. — первая дагестанская женщина-композитор;